# Lijst van voetbalinterlands België - Irak
Deze lijst van voetbalinterlands is een overzicht van alle officiële voetbalwedstrijden tussen de nationale teams van België en Irak. De landen hebben tot op heden een keer tegen elkaar gespeeld. Dat was een groepswedstrijd tijdens het Wereldkampioenschap voetbal 1986 en werd gespeeld in Toluca (Mexico) op 8 juni 1986.

## Wedstrijden
| № | Plaats | Datum       | Competitie | Wedstrijd     | Uitslag |
| - | ------ | ----------- | ---------- | ------------- | ------- |
| 1 | Toluca | 8 juni 1986 | WK 1986    | Irak − België | 1 − 2   |

## Samenvatting
| Competitie   | Totaal gespeeld | Winst België | Gelijk | Winst Irak | Doelsaldo België – Irak |
| ------------ | --------------- | ------------ | ------ | ---------- | ----------------------- |
| WK-eindronde | 1               | 1            | 0      | 0          | 2 − 1                   |
| Totaal       | 1               | 1            | 0      | 0          | 2 − 1                   |

Wedstrijden bepaald door strafschoppen worden, in lijn met de FIFA, als een gelijkspel gerekend.
KBVB · A-internationals · Selecties · Statistieken · Bondscoaches · Belgisch vrouwenelftal · Olympisch elftal · België U21 · België U20 · België U19 · België U18 · België U17 · België U16 · Vrouwen U19 · Vrouwen U17
Albanië ·
Algerije ·
Andorra ·
Argentinië ·
Armenië ·
Australië ·
Azerbeidzjan ·
Bosnië en Herzegovina · 
Brazilië ·
Bulgarije ·
Burkina Faso ·
Canada ·
Chili ·
Colombia ·
Costa Rica ·
Cyprus ·
DDR ·
Denemarken ·
Duitsland ·
Egypte ·
El Salvador ·
Engeland ·
Estland ·
Faeröer ·
Finland ·
Frankrijk ·
Gabon ·
Gibraltar ·
Griekenland ·
Hongarije ·
Ierland ·
IJsland ·
Irak ·
Israël ·
Italië ·
Ivoorkust ·
Japan ·
Joegoslavië ·
Kazachstan ·
Kroatië · 
Letland ·
Litouwen ·
Luxemburg ·
Malta ·
Marokko ·
Mexico ·
Montenegro · 
Nederland ·
Noord-Ierland ·
Noord-Macedonië ·
Noorwegen ·
Oekraïne ·
Oostenrijk ·
Panama · 
Paraguay ·
Peru ·
Polen ·
Portugal ·
Qatar ·
Roemenië ·
Rusland ·
San Marino ·
Saoedi-Arabië ·
Schotland ·
Servië ·
Servië en Montenegro ·
Slovenië ·
Slowakije ·
Sovjet-Unie ·
Spanje ·
Tsjechië ·
Tsjecho-Slowakije ·
Tunesië · 
Turkije · 
Uruguay · 
Verenigde Staten · 
Wales · 
Wit-Rusland ·
Zambia · 
Zuid-Korea · 
Zweden · 
Zwitserland
Algerije (2014) ·
Argentinië (2014) · 
Brazilië (2018) · 
Canada (2022) · 
Denemarken (2021) · 
Engeland (2018, 1) · 
Engeland (2018, 2) · 
Finland (2021) · 
Frankrijk (1904) ·
Frankrijk (2018) · 
Ierland (2016) · 
Italië (2016) · 
Italië (2021) · 
Japan (2018) · 
Kroatië (2022) · 
Marokko (2022) · 
Nederland (1985) · 
Panama (2018) ·
Polen (1982) · 
Portugal (2021) · 
Rusland (2014) · 
Rusland (2021) · 
Sovjet-Unie (1982) · 
Tunesië (2018) · 
Verenigde Staten (2014) ·
West-Duitsland (1980) · 
Zuid-Korea (2014)
IFA · A-internationals · Statistieken · Iraaks vrouwenelftal · Irak U21 · Irak U20 · Irak U19 · Irak U18 · Irak U17
1950 – 1969 ·
1970 – 1979 ·
1980 – 1989 ·
1990 – 1999 ·
2000 – 2009 ·
2010 – 2019 ·
2020 − 2029
Afghanistan ·
Algerije ·
Argentinië ·
Australië ·
Azerbeidzjan ·
Bahrein ·
België ·
Bolivia ·
Botswana ·
Brazilië ·
Cambodja ·
Chili ·
China ·
Colombia ·
Congo-Kinshasa ·
Cyprus ·
DDR ·
Ecuador ·
Egypte ·
Estland ·
Filipijnen ·
Finland ·
Ghana ·
Guinee ·
Hongkong ·
India ·
Indonesië ·
Iran ·
Japan ·
Jemen ·
Jordanië ·
Kazachstan ·
Kenia ·
Kirgizië ·
Koeweit ·
Libanon ·
Liberia ·
Libië ·
Macau ·
Maleisië ·
Marokko ·
Mauritanië ·
Mexico ·
Myanmar ·
Nepal ·
Nieuw-Zeeland ·
Noord-Korea ·
Oeganda ·
Oezbekistan ·
Oman ·
Pakistan ·
Palestina ·
Paraguay ·
Peru ·
Polen ·
Qatar ·
Roemenië ·
Rusland ·
Saoedi-Arabië · 
Sierra Leone · 
Singapore ·
Soedan ·
Spanje · 
Sri Lanka ·
Syrië · 
Tadzjikistan · 
Taiwan · 
Thailand · 
Trinidad en Tobago ·
Tunesië ·
Turkije ·
Turkmenistan ·
Uruguay ·
Verenigde Arabische Emiraten ·
Vietnam ·
Zambia ·
Zuid-Afrika ·
Zuid-Jemen ·
Zuid-Korea